# Scotorepens balstoni
Scotorepens balstoni — вид ссавців родини лиликових. 

## Проживання, поведінка
Країни поширення: Австралія. Поширений у внутрішніх частинах країни. Висота проживання: від 40 до 480 м над рівнем моря в штаті Вікторія принаймні. Присутній в більш сухих місцях проживання. Лаштує сідала в дуплах дерев і в дахах будівель. Самиці народжують одного або двох малят після семи місяців вагітності.

## Загрози та охорона
Здається, немає серйозних загроз для цього виду. Цей вид був записаний з багатьох охоронних територій.